# Uppslagsord
Uppslagsord är ord som utgör rubriker ("ingångar") i såväl uppslagsverk som ordböcker. De står oftast med fetstil och förklaringen står i vanlig stil. En ordboks omfattning mäts oftast i uppslagsord, alltså hur många ord man kan slå upp. Uppslagsorden är alltid i grundform, så vill man till exempel ha en förklaring till ordet went måste man slå upp go (ibland hjälper ordböckerna till med en sådan hänvisning). Se även lemma.
Ofta är antalet lexem som behandlas i en ordbok långt större än antalet uppslagsord. Det kan läggas till lexem med direkt morfologisk anknytning till uppslagsordet, varvid endast visas förekomst och form, medan betydelseförklaring är onödig. Under till exempel uppslagsordet frimärke i Svensk ordbok finner man frimärkssamlare, som ju är ett eget lexem. Under uppslagsordet i en rysk ordbok (se nedan) finner man bl.a. diminutiver samt abstrakta substantiv avledda av verb och adjektiv. Ett annat vanligt förfarande – både i ordböcker och uppslagsverk - är att endast hänvisa från ett ord till ett annat.
Det är närmast regel – dock inte i Wikipedia – att uppslagsordet inne i artikeln förkortas, varvid man antingen använder sig av begynnelsebokstaven eller av ett specialtecken (till exempel ~).